# Diócesis de Chingleput
La diócesis de Chingleput (en latín: Dioecesis Chingleputensis, en inglés: Roman Catholic Diocese of Chingleput y en tamil: செங்கல்பட்டு மறைமாவட்ட) es una circunscripción eclesiástica de la Iglesia católica en India. Se trata de una diócesis latina, sufragánea de la arquidiócesis de Madrás y Meliapor. Desde el 19 de julio de 2002 su obispo es Anthonisamy Neethinathan.

## Territorio y organización
La diócesis tiene 1711 km² y extiende su jurisdicción sobre los fieles católicos de rito latino residentes en el distrito de Kanchipuram del estado de Tamil Nadu.
La sede de la diócesis se encuentra en la ciudad de Chengalpattu (antes llamada Chingleput), en donde se halla la Catedral de San José Obrero.
En 2021 en la diócesis existían 105 parroquias.

## Historia
La diócesis fue erigida el 28 de junio de 2002 con la bula Cum ad provehendam del papa Juan Pablo II, obteniendo el territorio de la arquidiócesis de Madrás y Meliapor.

## Estadísticas
Según el Anuario Pontificio 2022 la diócesis tenía a fines de 2021 un total de 210 300 fieles bautizados.
| Año                                                                             | Población            | Población | Población      | Sacerdotes | Sacerdotes    | Sacerdotes    | Bautizados por sacerdote | Diáconos permanentes | Religiosos | Religiosos | Parroquias |
| Año                                                                             | Bautizados católicos | Total     | % de católicos | Total      | Clero secular | Clero regular | Bautizados por sacerdote | Diáconos permanentes | Varones    | Mujeres    | Parroquias |
| ------------------------------------------------------------------------------- | -------------------- | --------- | -------------- | ---------- | ------------- | ------------- | ------------------------ | -------------------- | ---------- | ---------- | ---------- |
| 2002                                                                            | 130 000              | 1 605 129 | 8.1            | 65         | 41            | 24            | 2000                     |                      | 59         | 610        | 56         |
| 2003                                                                            | 110 000              | 2 869 920 | 3.8            | 87         | 47            | 40            | 1264                     |                      | 55         | 375        | 62         |
| 2004                                                                            | 115 000              | 2 869 920 | 4.0            | 105        | 53            | 52            | 1095                     |                      | 87         | 494        | 64         |
| 2006                                                                            | 126 951              | 2 875 000 | 4.4            | 107        | 62            | 45            | 1186                     |                      | 123        | 421        | 64         |
| 2013                                                                            | 185 874              | 4 199 003 | 4.4            | 197        | 91            | 106           | 943                      |                      | 342        | 727        | 86         |
| 2016                                                                            | 192 186              | 4 982 000 | 3.9            | 208        | 104           | 104           | 923                      |                      | 343        | 753        | 95         |
| 2019                                                                            | 203 220              | 5 158 620 | 3.9            | 179        | 109           | 70            | 1135                     |                      | 167        | 664        | 99         |
| 2021                                                                            | 210 300              | 5 650 000 | 3.7            | 221        | 131           | 90            | 951                      |                      | 192        | 768        | 105        |
| Fuente: Catholic-Hierarchy, que a su vez toma los datos del Anuario Pontificio. |                      |           |                |            |               |               |                          |                      |            |            |            |

## Episcopologio
- Anthonisamy Neethinathan, desde el 19 de julio de 2002